# 周全
周 全（しゅう ぜん、? - 1305年）は、モンゴル帝国（大元ウルス）に仕えた漢人将軍の一人。光州定城県の出身。

## 概要
周全をもとは南宋に仕えて武翼大夫・広南西路馬歩軍副総管の地位に至った人物であった。至元12年（1275年）よりバヤンを総司令とするモンゴル軍の南宋領侵攻が始まると、周全は配下の兵を率いて投降し、衡州知州の地位を授けられた。同年7月にはクビライの下に入観して金符及び明威将軍の地位を授けられ、ついでに泉州知州・管軍千戸改められた。その後、10月からは元帥とともに江西諸城の平定に従事している。至元13年（1276年）、福建方面に兵を進め、南宋の制置使の黄万石を投降させた。同年10月には広東地方を征し、11月には韶州城を攻めた。この戦いで周全は勇士を率いて城壁に登り、安撫使の熊飛を討つことで城の攻略に大きく貢献した。12月には霊星海石門で南宋兵と遭遇したが、これを破って旗・大鼓を奪い、また敵船に火をつけた。この戦闘を経て旧南宋軍の多くが広州で降ったため、周全の功績は大きいと評されたという。
至元14年（1277年）、広西地方の静江府攻略に加わり、安撫の李夢龍を投降させた。それでもモンゴルに降ることを肯んじなかった者達は尽く戦って破り、敵船1千般を奪い、数えきれない溺死者を出して広東・広西地方を平定した。これらの功績により、虎符と管軍総管の地位を授けられている。至元15年（1278年）には贛州の崖石山寨を拠点とする盗賊を討伐し、至元17年（1280年）には広威将軍・管軍副万戸の地位に進んで龍興府に鎮守した。しかし至元20年（1283年）には病により官職を辞し、大徳9年（1305年）に亡くなった。死後、息子の周祖瑞が地位を承襲している。